# Хорезмийцы

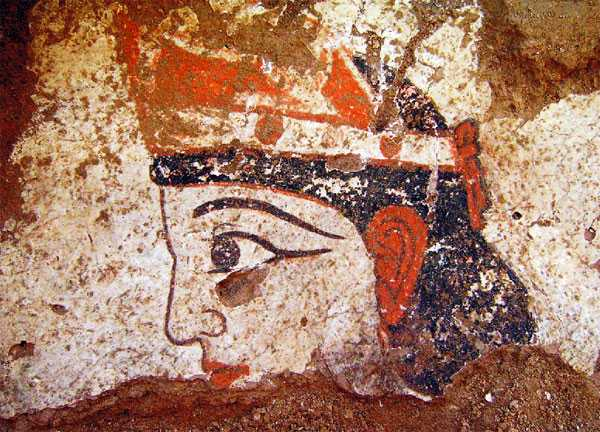
Фрагмент хорезмийской фрески VI—III века до н. э.

Хорезмийцы (др.-греч. Ηαρaςμιάη, перс. خوارزمىان‎, туркм. Horezmliler, узб. Xorazmiylar) — исторический народ иранского происхождения,  составлявший ядро населения древнего Хорезма (Khwārezm).  Непрерывное присутствие хорезмийцев в Центральной Азии засвидетельствовано с середины первого тысячелетия до н. э. Входили в союз сако-массагетских племён,  стали одним из компонентов в формировании узбеков и туркмен.

## История

### Хорезм и его этимология

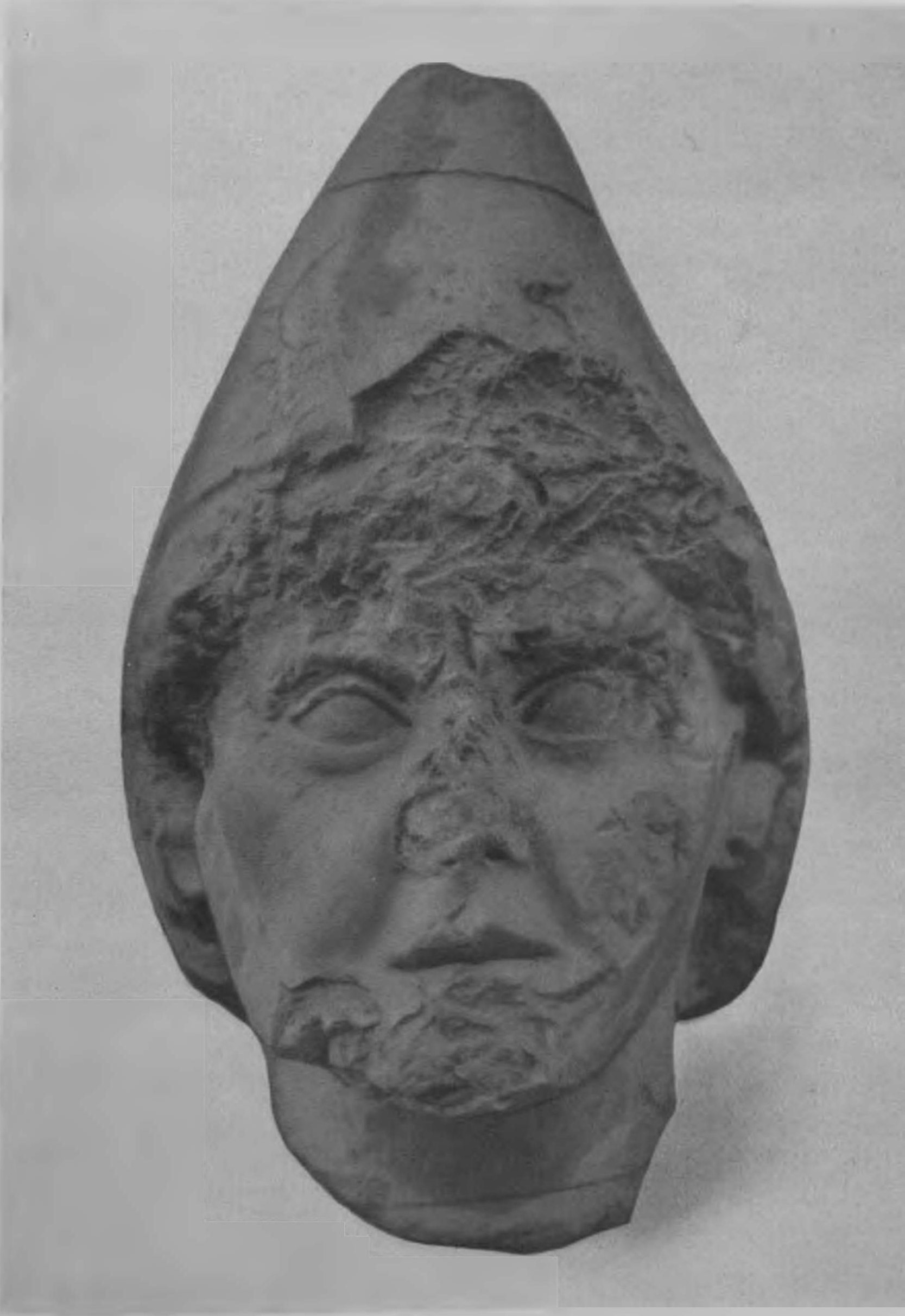
Скульптурное изображение головы хорезмийского воина из Гяур-калы, I век н. э., Узбекистан

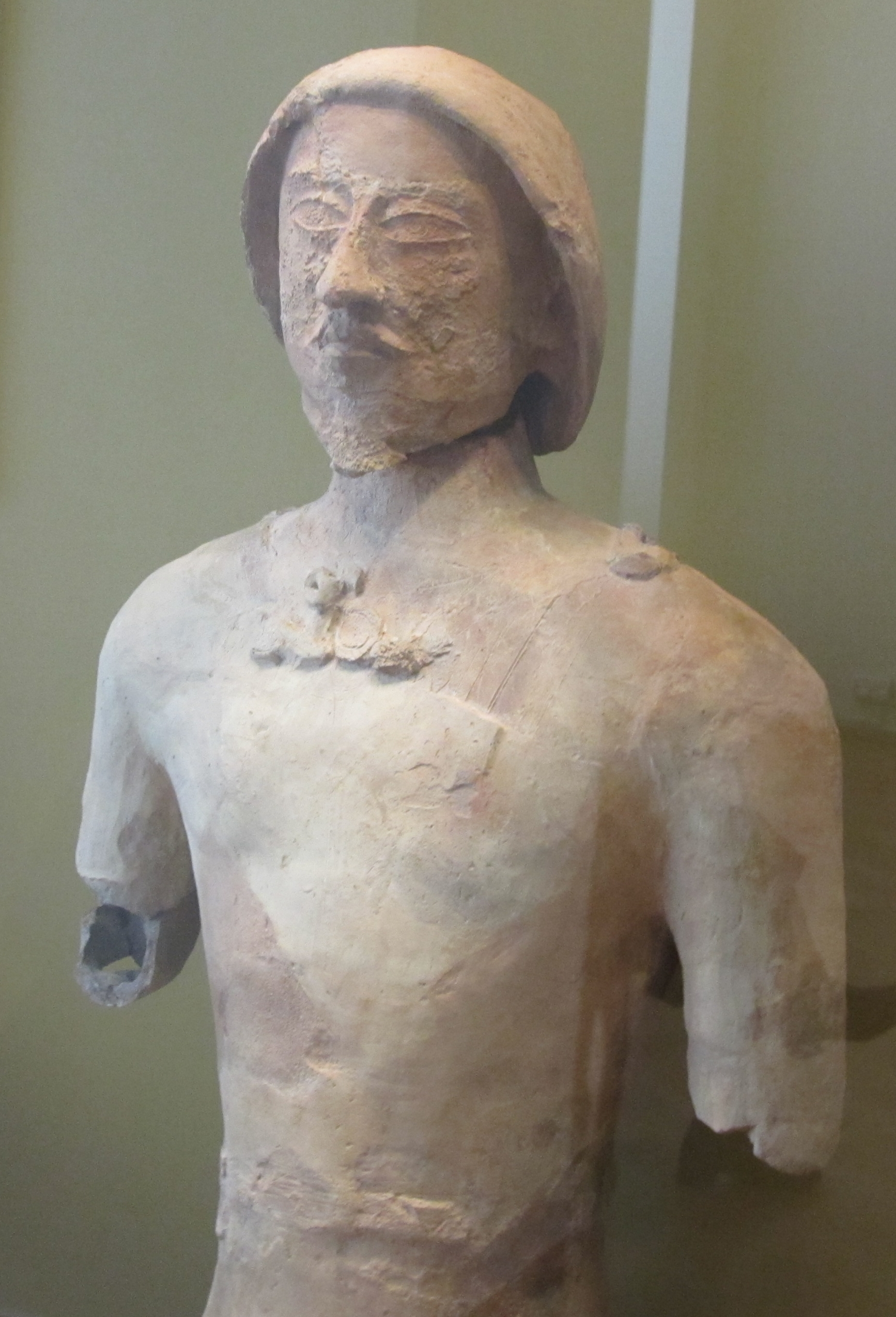
скульптура хорезмийского воина, хранится в Эрмитаже, Санкт-Петербурге

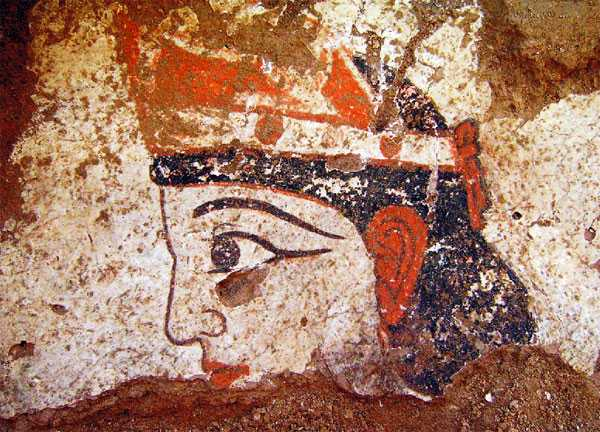
Фрагмент хорезмийской фрески VI—III века до н. э.

Название страны Хорезм впервые встречается в сохранившихся источниках с VIII—VII веков до н. э. Существуют различные интерпретации названия Хорезм. По одной этимологии «кормящая земля», по другой — «низкая земля». С. П. Толстов считал, что название Хорезм переводится как «Страна хурритов» — Хваризам.
По мнению И. В. Пьянкова, в VIII веке до нашей эры пришедшие с юга хорасмии смешались с коренным населением низовьев Амударьи. Согласно Гекатею Милетскому, название Хорезм упоминается в доахеменидский период. Позже повторяя мнение И. В. Пьянкова, Э. В. Ртвеладзе писал, что первоначальной территорией расселения этих хорасмиев было местообитание на юго-востоке современной территории Туркменистана между древними государствами Бактрия и Маргиана.
Из некоторых исследований Хорезма по Авесте, в словаре иранского учёного Деххода слово «Хорезм», описывается как сокращённое от «колыбель народов арии».
История древних хорезмийцев связана с двумя большими этническими группами: сако-массагетами низовьев Амударьи и древних хорасмиев, мигрировавших 3 тысячи лет назад из южных областей Центральной Азии. По мнению Л. С. Толстовой, существовали предания жителей Приаралья, которые связывали свое прошлое с южными регионами — Месопотамией, что возможно связано с историей древней Митании.
Археологические раскопки фиксируют на территории древнего Хорезма существование неолитической кельтеминарской культуры древних рыболовов и охотников (4-е — 3-е тысячелетие до н. э.). Прямым потомком этой культуры является относящаяся к середине 2-го тысячелетия до н. э. тазабагьябская культура бронзового века, скотоводческая и земледельческая. Есть также сообщения античных авторов о контактах жителей Хорезма с народами Колхиды на торговых путях по Амударье и Каспийскому морю, по которым шли среднеазиатские и индийские товары в кавказские владения через Эвксинский Понт (др.-греч. название Чёрного моря). Это подтверждается и материальной культурой, элементы которой встречаются на раскопках древних памятников среднеазиатского Междуречья и Кавказа.

Так как стоянки суярганской культуры, как и часть тазабагьябских, расположены на такырах, лежащих над погребёнными барханами, есть основание полагать, что около середины 2-го тысячелетия до н. э. произошло осушение этого района, возможно связанное с прорывом Аму-дарьи через западный отрезок Султан-Уиздага и образованием современного русла. Может быть с вызванным этими изменениями в географии верхней дельты Аму-дарьи вторичным её заселением и связано колонизационное движение южных племён, столкнувшихся здесь с племенами окрестностей южнохорезмского озера и, судя по признакам тазабагьябского влияния в керамике суярганской и позднейшей амирабадской культуры, ассимилировавшихся с ними. Есть все основания полагать, что эти племена составляли восточную ветвь народов яфетической системы языков, к которой относятся современные кавказские народы (грузины, черкесы, дагестанцы и др.), и к которой принадлежали создатели древнейших цивилизаций Двуречья, Сирии и Малой Азии.
 — С.П. Толстов. По следам древнехорезмийской цивилизации. Ч. II. Гл. V 

 Можно сказать только одно: связи народов Средней Азии с переднеазиатским этнографическим миром уходят в глубокую, доиндоевропейскую древность, и без учёта роли среднеазиатских племён вряд ли может быть до конца решён вопрос о происхождении яфетических народов древней Передней Азии и созданных ими государств.
— Каково бы ни было направление этих связей, Хорезм — «Земля Хварри (Харри)» не может не учитываться в разрешении хурритской проблемы во всем её объёме.— С.П. Толстов. По следам древнехорезмийской цивилизации. Ч. II. Гл. V 
В V веке до н. э. на основе арамейского письма была разработана хорезмийская письменность. На месте древнего городища Топрак-кала археологи обнаружили остатки архива документов на хорезмийском языке. Хорезмийское письмо использовалось до VIII века.

### Народ
Аль-Бируни утверждал, что в Хорезме до прихода Сиявуша (XIII в. до н. э.) было царство тюрков:

«…Кейхусрау и его потомков, который переселился в Хорезм и распространил свою власть на царство тюрков…»
— «Хронология» (с.47), Аль Бируни
В своих исторических работах «Хронология» (Асар ал-бакийа 'ани-л-курун ал-халийа) Аль-Бируни, относит древних хорезмийцев к персидскому древу:.

«Народ Хорезма являются ветвью из персидского древа».
Оригинальный текст (ар.)أهل خوارزم [...] کانوا غصناً من دوحة الفرس
— «Хронология» (с.47), Аль Бируни
Бируни отличал родной хорезмийский язык от персидского:

«Затем я перешел к арабскому и персидскому, в каждом из них я пришелец, с трудом им владеющий».— Абу Рейхан Беруни. Фармакогнозия в медицине. // Абу Рейхан Беруни, Избранные произведения. т.4. Перевод с арабского У.Каримова. Т., 1973, с.138
Точные даты появление хорезмийцев, как и этнонима, неизвестно. Первым писал Гекатей Милетский: «Хорасмии — это те из парфян, что населяют восточные земли, и равнины, и горы; горы эти покрыты растительностью, в том числе диким хреном, собачьей колючкой (κυνάρα), ивами, тамариском».
Первое упоминание хорезмийцев встречается в Бехистунской надписи (522—519 до н. э.) Дария I. Там же находятся высеченные рельефы восточноиранских воинов, в числе которых есть и хорезмийский воин, рядом с согдийским, бактрийским и сакским воинами, свидетельствующие об участии хорезмийцев в военных походах правителей Ахеменидской державы.
Мнение Бируни

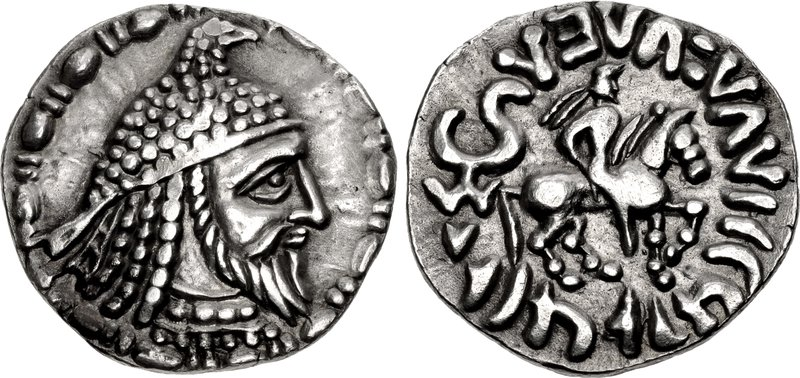
Хорезмийский правитель Вазамар

- Согласно работам Аль-Бируни, хорезмийцы начали своё летоисчисление с начала заселения их страны, в 980 г. до вторжения Александра Македонского в пределы Ахеменидской империи, то есть до начала эры Селевкидов — 312 г. до н. э. — начиная с 1292 г. до н. э. По преданию, завершению этой эры[уточнить], они приняли другую: с 1200 г. до н. э. и время прихода в их страну мифического героя Авесты — Сиявуш, подчинившего своей власти Хорезм, и Кей-Хосров, сын Сиявуша, стал основателем династии хорезмшахов. У Фирдоуси эту версию истории Сиявуша мы не находим.
- Бируни, считал, что династия, начало которого положил Африг, правила до 995 г. Бируни перечисляет 22 царя этой династии, от 305 до 995 г.

Мнение учёных
- С. П. Толстов — историк и этнограф, профессор, писал следующее:

Древние хорезмийские племена составляли восточную ветвь народов яфетической системы языков, к которой относятся кавказские народы (грузины, черкесы, дагестанцы и др.) и которым принадлежали создатели древних цивилизаций Двуречья, Сирии и Малой Азии.— Толстов С.П.
- Б. Х. Кармышева — советский этнограф, доктор исторических наук, относит хорезмийцев, как и представителей других восточных и северо-восточных иранских племён, к предкам узбеков.[19]

## Хорезмийцы под властью Ахеменидов
В связи с географическим положением древнего Хорезма, территория подвергалась нападению персов Ахеменидской империи. В VI в. до н. э. Хорезм был захвачен Ахеменидами, но уже в V веке до н. э. сверг власть иноземцев и стал независимым.

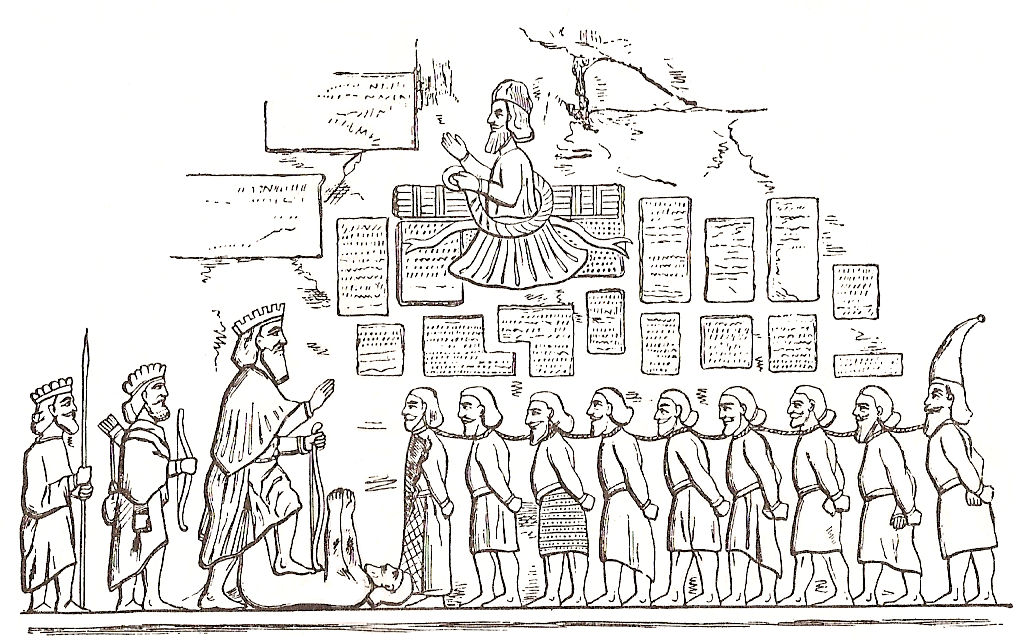
Прорисовка Бехистунского рельефа, изображающего триумф Дария над магом Гауматой и мятежными «царями», включая правителей Средней Азии. Конец VI в. до н. э.
Персидский царь попирает ногой поверженного Гаумату, перед ним просят пощады девять побеждённых вождей мятежников, за спиной царя — телохранитель и воин из отряда «бессмертных».

В результате завоевательных походов Александра Македонского государство Ахеменидов было уничтожено. В 328 году до н. э. правитель Хорезма Фарасман отправил к Александру послов во главе со своим сыном Фратаферном. Историки Ариан и Курций писали, хорезмский царь Фарасман, со своей конной армией в количестве 1500 воинов, появившись в Бактрии в 329—328 гг. до н. э., встречался с Александром Македонским и предлагал ему стать его союзником. В произведениях Страбона упоминается Спитамен, выходец из Согда, который потерпев поражение в бою с Александром Македонским, отступил в Хорезм.

## Язык
Выдающийся ученый и этнограф Бируни (973—1048) в своих произведениях приводит названия хорезмских месяцев и лечебных трав на тюркском языке, которые использовало население Хорезма. В своём произведении «Памятники минувших поколений», написанном в Хорезме около 1000 года, он называет древнее население Хорезма тюрками и приводит тюркские названия годов по животному циклу, которые использовало население Хорезма: сичкан, од, барс, тушкан, луй, илан, юнт, куй, пичин, тагигу, тунгуз. В этом же сочинении он приводит названия месяцев по-тюркски: улуг-ой, кичик-ой, биринчи-ой, иккинчи-ой, учинчи-ой, туртинчи-ой, бешинчи-ой, олтинчи-ой, йетинчи-ой, саккизинчи-ой, токкузинчи-ой, унинчи-ой. Он упомянул также, что арабский и персидский языки ему, хорезмейцу, чужие и он их понимает с трудом.
Хорезмийский язык — один из восточноиранских языков (северо-восточная подгруппа, иранская группа индоевропейской семьи языков), на котором говорило население нижнего течения Амударьи и у ее устья. Близкородственные ему языки не засвидетельствованы, прямые его потомки отсутствуют. По ряду историко-фонетических и историко-морфологических признаков близок к согдийскому языку.
Хорезмийский язык вышел из употребления по крайней мере к XIII веку, когда был постепенно заменен тюркским языком. По другой версии, его заменили несколько тюркских диалектов. Ибн Баттута сообщает, что Хорезм в первой половине XIV века был уже тюркоговорящим. После посещения столицы Хорезма — города Ургенч (ныне Кёнеургенч в Туркменистане), он описывал город такими словами: «Это величайший, красивейший, крупнейший город тюрков с прекрасными базарами, широкими улицами, многочисленными постройками и впечатляющими видами». 
Исследователи, изучая памятники тюркских письменных памятников, Хорезма XIII—XIV веков пришли к выводу о том, что хорезмийский тюркский язык зависел от тюркского караханидского, а затем уступил место чагатайского в конце XIV века. Хорезмийский тюркский язык имеет большое значение в истории тюркских языков, потому что он является языком перехода от тюркского караханидского к тюркскому чагатайскому. Известным хорезмийским поэтом XV века был Хайдар Хорезми, который считал себя хорезмийским тюркским поэтом, говоря, например, «Тенг бўла билмас эди Хофиз била Хоразмда, Туркий айта тирилур бўлса бу дамда Санжарий» (перевод: «Никто в Хоразме не сравнится с Хафизом, спевшим тюркский стих, Смог бы Санджари вновь явиться — тот сложил бы стих иной»).
По мнению американского востоковеда Д. Девиза, изучавшего тюркскую культуру Хорезма, в XVI веке Хорезм был тюркским регионом, где по инициативе членов правящих династий Шибанидов-Арабшахидов осуществлялись переводы исторических сочинений на тюркский чагатайский язык, таких как «Джами ат-таварих» Рашида ад-Дина, а также тафсир Корана. Американский исследователь Ю. Шамилоглу дополняет сведения Д.Девиза и приходит к выводу о том, что уже в начале XIV века в Хорезме существовала литература на тюркском языке. Например, сочинение под названием «Муйин ул-Мюрид» на хорезмийском тюркском языке — предшественнике чагатайского тюркского, было написано в Хорезме в 1313—1314 гг.
Согласно советскому историку сталинской эпохи А. Ю. Якубовскому, «…к середине ХIII в. почти весь земледельческий Хорезм, в том числе и города, говорил по-гузски (туркменски)». 
Узбекский язык представляет собой результат взаимодействия тюркских языков с языками хорезмийцев, согдийцев, бактрийцев, саков.
Языки туркмен и каракалпаков, кроме тюркской основы, имеют также следы влияния хорезмийского языка. Туркменский язык, кроме огузской основы, в процессе становления впитал элементы древнехорезмийского языка.

## Исторические миграции хорезмийцев и тюркизация
Первые миграции хорезмийцев относятся к эпохе древности. Уже в V в. до н. э. группы хорезмийцев жили в Египте и Месопотамии. Самое раннее хорезмийское имя зафиксировано в 460 году до нашей эры в египетском архиве на острове Элефантина, где упоминается хорезмиец Даргаман сын Хваршайна, который судился за землю. Этот документ показывает, что хорезмийцы считались отдельным народом, в отличие от персов. Элефантинские папирусы — название официальных документов и деловых писем, составленных на острове Элефантина в южном Египте. Большая часть документов составлена на арамейском языке.
С. П. Толстов отождествлял древнее массагетское племя «аугас» жившее в Приаралье с этнонимом «огуз», а в этногенезе огузов, помимо аугасо-массагетских, отмечает участие гунно-эфталитских, тохаро-асских и финно-угорских племен.
Около 175 года до. н. э. Хорезм вошёл в состав Кангюя. Некоторые исследователи соотносят Кангюй с тюркоязычными общностями. Так, Малявкин А. Г. считал, что государство Канцзюй было создано тюркоязычными племенами, которые поставили под свой контроль население оседлых земледельческих районов. В последней трети I века до н. э. Хорезм в составе Кангюя выступает как могущественный союзник западных гуннов.
С III века нашей эры в Хорезме отмечены представители народа гуннов. Некоторые исследователи относят гуннский язык к тюркским.
Основным тюркоязычным этносом Хорезма начиная с VI века были тюрки, так как Хорезм находился в зависимости от Тюркского каганата. C VII века Хорезм был тесно связан с тюркским государством — Хазарским каганатом и происходили процессы миграции населения. Хорезмийцев было много в составе гвардии хазарского хакана. Большую роль играли купцы-хорезмийцы.
Тюркская топонимика в Хорезме фиксируется с IX века, что говорит об оседлом тюркском населении. К X веку часть населения Хорезма и хорезмийцев была тюркоязычной.
Персидские авторы географы X века упоминают хорезмийский город Баратегин. Судя по названию, город был населён или основан тюрками.. Истахри называет его в числе 13 городов Хорезма, а ал-Макдиси включает его в число 32 городов Хорезма..
Историки X в. Истахри и аноним сочинения «Худдуд ал-Алем» сообщали о крупном городе Хорезма: «Кят — главный город Хорезма, ворота в Туркестан гузский, складочное место товаров тюрков, Туркестана, Мавераннахра и области хазаров, место стечения купцов…».
Выдающийся ученый и этнограф Бируни (973—1048) в своих произведениях приводит названия тюркских месяцев и тюркских лечебных трав, которые использовало тюркское население Хорезма.
В IX—X вв. в Багдаде был отдельный квартал, называвшийся Pабад ал-Хоразмия (пригород Хорезмийцев), что говорит о том, что в Багдаде жила диаспора хорезмийцев.
Согласно известному советскому ученому Л. Ошанину, в эпоху Саманидов (X век) благодаря смешению с туркменами, хорезмийцы приобрели несвойственную им долихоцефалию. Крупный советский ученый-историк А. Ю. Якубовский отмечает, что уже к середине XIII в. почти все хорезмийцы говорили на туркменском (огузском) языке. Тем не менее в Хорезме на туркменском языке не велось официальной документации и нет никаких документов.
Население присырдарьинского города Янгикента, в IX—XII вв. состояло в основном из колонистов, главным образом выходцев из Хорезма.
В средние века процессы миграции хорезмийцев усилились в связи с расширением империи Хорезмшахов и последующими кровавыми монгольскими завоеваниями. Сын хорезмшаха Джелал ад-Дин Мангуберды вместе с воинами хорезмийцами, канглами, продолжал борьбу с монголами в Иране и на Кавказе до 1231 года. Последним потомком рода хорезмшахов-ануштегинидов был Сайф-ад-дин Кутуз, которому ненадолго в 1259 году удалось прийти к власти в Египте. Его войска во главе с полководцем Бейбарсом смогли, наконец, остановить монголов в битве при Айн-Джалуте в 1260 году.
Господство тюркского языка в Хорезме проявляется тем, что некоторые элементы среднеазиатского литературного языка тюрки был принесен выходцами из Хорезма, игравшими в Золотой Орде огромную роль.
Исламизация Хорезма нашла отражение в создании литературных, научных и религиозных произведений и переводе арабских произведений на тюркский язык. В Стамбуле библиотеке Сулеймание, хранится Коран с подстрочным переводом на тюркский язык, сделанном в Хорезме и датируется (январь — февраль 1363 г.).
Известным хорезмийским тюркским поэтом, писателем конца XIII — начала XIV вв. был Рабгузи (настоящее имя Наср ад-дин, сын Бурхан ад-дина). Основное произведение Рабгузи «Рассказы Рабгуза о пророках» («Киссаи Рабгузи», 1309—10) состоит из 72 сказов по религиозной тематике, в основном из Библии и Корана. Рассказы носят дидактический характер, в них проповедуется добродетель и осуждаются пороки.
Другим известным хорезмийским тюркским поэтом был Хорезми Равани, который в 1353 году написал поэму на тюркском языке «Мухаббат-наме». Сохранилось два списка поэмы: ранний, выполненный уйгурским письмом в 1432 году, и второй, переписанный в 1508—09 арабским письмом. Уйгурский список состоит из 10 писем-стихотворений на тюркском языке. Обе рукописи хранятся в Британском музее.
Известным узбекским правителем Хорезма был Абулгази-хан (Абул-гази Багадур-хан) (1603—1664), из узбекской династии шейбанидов, историк и писатель. Абулгази известен как автор двух исторических сочинений на чагатайско-тюркском языке: «Родословная туркмен» (закончена к 1661) и «Родословная тюрок» (напечатана в Казани, 1852 г., и в Петерб., 1871 г.); она переведена на некоторые европейские языки, в том числе и на русский, Саблуковым и помещена в изд. И. Н. Березиным «Библиотеке восточных историков» (т. III, Каз., 1854 г.
Арминий Вамбери, посетивший Среднюю Азию в 1863—1864 гг., пишет следующее: «Хотя я старался употреблять узбекский язык вместо непонятного здесь стамбульского диалекта, государь велел себе кое-что перевести». «Величайший узбекский поэт Навои известен всем и каждому, но не проходит ни одного десятилетия, чтобы не появился лирик второй или третьей величины. В Хиве я познакомился с двумя братьями. Один брат, Мунис, писал стихи, некоторые из них я собираюсь позже издать; второй, Мираб, с величайшим терпением переводил на узбекско-тюркское наречие большой исторический труд Мирхонда, чтобы сделать его более доступным для своего сына, владевшего, впрочем, и персидским языком».

## Религия

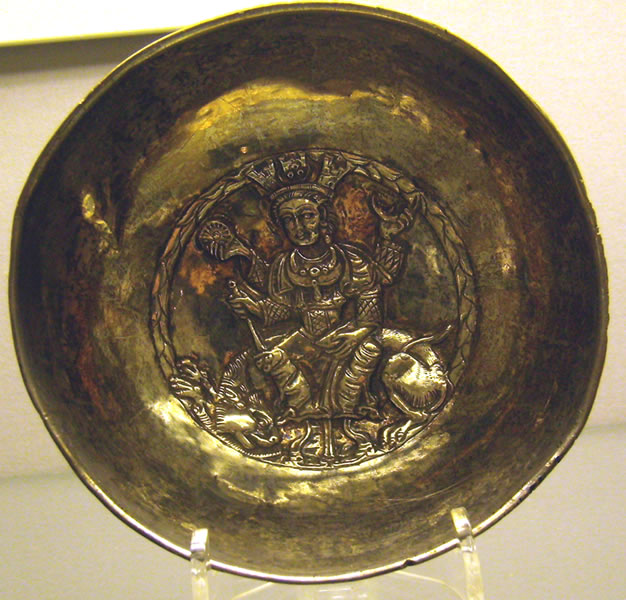
Серебряное блюдо с изображением месопотамской богини Наны, 7 век, Хорезм

В древнем Хорезме были распространены разные языческие культы, но преобладал зороастризм. Хорезмийцы хоронили кости умерших в оссуариях (сосуды и ящики разной формы, содержащие кости умерших, предварительно очищенные от мягких тканей), которые помещались в наусы — наподобие мавзолеев. В Хорезме найдены многие десятки разнообразных оссуариев и среди них древнейшие в Средней Азии (рубеж V—IV вв. до н. э.), а также в виде пустотелых керамических статуй и оссуарии, несущие древнехорезмийские надписи и рисунки. Одна из надписей содержала текст, прочитанный В. А. Лившицем: «Год 706, месяц равакина, день равакина. Этот оссуарии Срувука, душа которого обладает кавийским фарном. Пусть душа (его) будет препровождена в прекрасный рай». В сасанидском Иране, где зороастризм был догматической религией, почти не обнаружено оссуариев и наусов. Очевидно, эта традиция была характерна для зороастрийцев Средней Азии, а именно Хорезма.

## Хорезмийцы в Венгрии
В XI веке на территорию современной Венгрии мигрировали группы хорезмийцев, которые известны как калисии, кавары, ховары.
Арабский автор XI века Абу Хамид аль-Гарнати сообщал следующее: «они [венгры] храбры, и нет им числа. И страна их, которая известна под названием Ункурийа, состоит из 78 городов. У каждого из этих городов множество крепостей, и волостей, и сел, и гор, и лесов, и садов…И в ней — тысячи хорезмийцев, которым тоже нет числа. А хорезмийцы служат царям и внешне исповедуют христианство, а втайне — ислам».

## Потомки хорезмийцев
Согласно С. П. Толстову, массагеты, в состав которых входили древние хорезмийцы,  сыграли в этногенезе туркмен наиболее значительную роль. Древние хорезмийцы — представители Куюсайской культуры, основавшие древнехорезмийское государство в VI—V вв. до н. э. — относились к долихокефальному антропологическому типу, который является преобладающим у современных туркмен и не встречается у других народов Средней Азии. О том, что хорезмийцы были одним из компонентов в этногенезе туркмен, сообщают и другие историки.  
Кроме того, хорезмийцы, наряду с массагетами и согдийцами, были одними из предков современных узбеков. Согласно одной версии, наряду с другими историческими иранскими народами, они являются одними из предков таджиков.
По мнению таджикского историка Б. Гафурова, узбекский народ образовался не только от кочевников-узбеков, но и от оседлых народов согдийцев и хорезмийцев и из тюркоязычных народов, живших в стране с глубокой древности. 
В Анатолии потомки воинов Джалал ад-Дина носили название хурзумлу и жили в восьми селениях, которые и сейчас называются Хурзум в вилайете Маниса (Турция) на берегу Эгейского моря. В Восточной Анатолии хорезмийцы осели в округах Кутахии и Алашехира (села Хорзом аширеи Овачик, Хорзом Алаяка, Хорзом Саздере, Хорзом Кесерлер, Хорзом-и Энбелли). Существует также три селения под названием Хорезм, в которых живут тоже потомки хорезмийцев. Остатки хорезмийцев осели в Египте, юго-западе Анатолии, Сирии, а также северном Ираке, где их потомки живут сейчас и называют себя туркменами. 
Политический деятель В. Жириновский в 1997 году впервые высказал предположение о том, что, возможно, хорезмийцы являются отдельным от узбеков народом. Ярым последователем этой идеи стала антрополог Р. Тураева, которая издала несколько статей, популяризовавших мнение Жириновского в европейской социальной антропологии. В одной из своих работ она подчёркивает, что «хорезмийцы в Ташкенте этнически отличаются от ташкентцев, но этнически не отличаются друг от друга». На самом деле, население Хорезмского региона разнородно. Историк Ю. Брегель пришёл к заключению, что в Хорезме живут потомки древнего оседлого населения Хорезма и потомки полукочевых узбеков и туркмен.